# Kim Foss
Kim Foss (født 1961) er en dansk biografdirektør. 
Foss åbnede i 1980'erne en lille filmklub med et smalt repertoire på Vesterbrogade i København. Samtidig var han tæt knyttet til musikmiljøet i hovedstaden og fungerede en overgang som manager for Master Fatman. I 1993 blev han sammen med Andreas Steinmann leder af NatFilm Festivalen. Efter festivalens fusion med Copenhagen Film Festival i 2008 til CPH PIX blev Kim Foss direktør for Grand Teatret. 
Kim Foss har desuden skrevet for flere filmmagasiner, bl.a. Kosmorama, Schäfer, Ekko og FILM, der udgives af Det Danske Filminstitut. Han har deusden været fast filmanmelder ved Det Fri Aktuelt og senere Jyllands-Posten. Han har desuden været bestyrelsesmedlem i Filmmedarbejderforeningen og dansk koordinator for den internationale filmanmeldersammenslutning FIPRESCI.
Han er gift med grafisk designer Maria Hagerup, med hvem han har to børn. 